# Filippo Salvatore Gilii
Filippo Salvatore Gilii (Felipe Salvator Gilij) (Norcia, 26 de juliol de 1721 – Roma, 1789) va ser un pare jesuïta italià que va treballar com a missioner a la província de Veneçuela, a la vora del riu Orinoco. És una figura celebrada de les albors de la lingüística sud-americana a causa dels seus estudis avançats sobre la naturalesa dels idiomes indígenes.

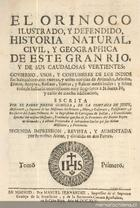
L'"abat" Filippo Gilii va treballar amb José Gumilla en texts com El Orinoco ilustrado.

## Vida
Va néixer a Norcia, Umbria. Als vint anys es va unir a la Companyia de Jesús, que ho va enviar a Amèrica com "abat". Va estar en la província de Guaiana durant anys i allí va fer estudis lingüístics i ètnics de les diverses tribus indígenes en particular en les ribes del riu Orinoco. Va treballar amb el famós jesuïta Jose Gumilla en 1743. A la vora del va riure Guaya en la confluència amb el va riure Orinoco, el poble de San Luis de La Encaramada va ser fundat pel pare Gilij en 1749. Durant aquesta etapa es van establir en aquesta region les pobles de missions i reduccions indígenes d'indis tamanacos. L'establiment d'aquest poble va ser iniciat per Gilij i Bernardo Rotella, amb la finalitat de preservar l'ètnia Tamanaco en virtut que aquesta cultura estava desapareixent, paral·lelament s'intento el poblament de diversos pobles, intent que no va culminar a causa de la destrucció ocasionada pels caribes.
D'allí successivament va ser a Santa Fe de Bogotà, on hi va viure 8 anys. En 1767 es va veure obligat a tornar a Itàlia quan el govern espanyol va ordenar la dissolució de la institució dels jesuïtes a Amèrica i la seva expulsió d'Amèrica. Va morir a Roma en 1789, després d'haver escrit uns llibres molt importants en lingüística.
En 1998 el govern de Veneçuela va emetre un segell en el seu honor.

## Obra

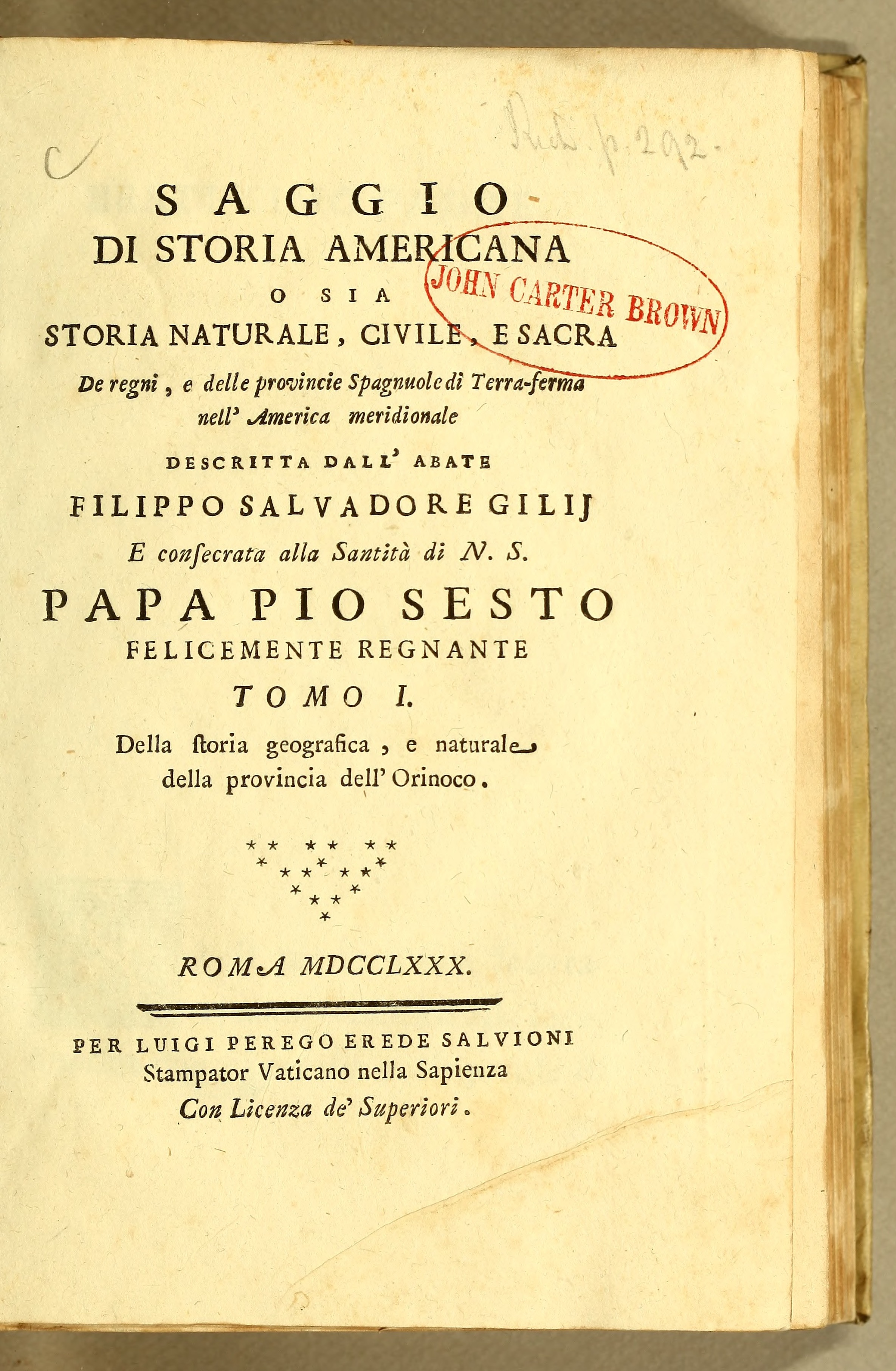
Portada de Saggio di storia americana (Roma, 1780)

Gilii va escriure la major part del que se sap dels tamanacos. El jesuïta va reconèixer la correspondència de sons (p.e. entre s : t͡ʃ : ʃ en els idiomes carib) i es va avançar al tercer discurs del filòleg William Jones en suggerir relacions genealògiques entre idiomes. Contràriament a Jones, Gilii va presentar evidència en suport de la seva hipòtesi.
També va discutir característiques d'àrea entre idiomes no relacionats, préstecs (entre idiomes americans i d'idiomes americans en idiomes europeus), ordre de les paraules, la desaparició de paraules, els orígens del llenguatge i paraules per amanyagar nens que Roman Jakobson discutia.
La seva obra més famosa va ser Saggio di Storia Americana, o sia Storia Naturale, Civile, e Sacra De regni, e delle provincie Spagnuole di Terra-ferma nell' America meridionale, escrit en 4 volums i publicat a Roma el 1780 en italià.

### Les nou matrius d'idiomes de Gilii
Gilii va establir que els idiomes parlats a l'Orinoco pertanyien a nou llengües matrius, o famílies lingüístiques:
- Carib
- Sàliva
- Maipure
- Otomaca & Taparita (Otomaco)
- Guama & Quaquáro (Guamo)
- Guajibo
- Yaruro
- Guaraúno (Warao)
- Aruáco

Aquesta és una de les primeres propostes per a classificar famílies d'idiomes sud-americans.